# James Rolfe
James D. Rolfe (nascido em 10 de julho de 1980) é um YouTuber, cineasta e ator estadunidense. Ele é mais conhecido por criar e estrelar a série cômica de retrogaming na web The Angry Video Game Nerd (2004–presente). Seus projetos derivados incluem resenhas de outros filmes retrô, séries de televisão e jogos de tabuleiro. Ele é considerado um pioneiro dos vídeos de jogos na Internet e é conhecido por sua ampla influência no conteúdo do YouTube depois que sua série estreou no site em 2006.
Rolfe começou a criar produções de vídeo caseiras no final dos anos 1980, tendo criado mais de 270 vídeos e curtas-metragens ao longo de sua carreira. Entre eles estavam os primeiros episódios do Angry Video Game Nerd, lançados em seu site em 2004. Dois anos depois, Rolfe ganhou atenção popular depois que a série se tornou viral ao ser publicada no YouTube. Nesse ínterim, ele filmou vídeos que criou por conta própria e a maioria deles foi lançada em seu site, Cinemassacre.

## Biografia
Rolfe nasceu na Filadélfia, Pensilvânia, em 10 de julho de 1980. Ele foi criado no sul de Nova Jersey. Seus pais compraram para ele um gravador de áudio como presente de Natal no início e meados da década de 1980. Mais tarde, ele pegou uma câmera e tirou fotos dele e de seus amigos brincando de luta. Ele se inspirou em The Legend of Zelda e Teenage Mutant Ninja Turtles para criar histórias de aventura. 
Rolfe também ilustrou histórias em quadrinhos, que atualizava mensalmente. Uma dessas histórias em quadrinhos que ele criou tinha um enredo inspirado no videogame The Legend of Zelda: A Link to the Past.
Rolfe começou a filmar curtas-metragens em 1989, continuando esse hobby até meados dos anos 1990.  Seus primeiros filmes não tinham roteiros ou ensaios, e usavam ferramentas de edição embutidas na própria câmera ou artes criadas no software Mario Paint. No entanto, uma vez que ele começou a escrever roteiros, seus amigos gradualmente perderam o interesse por causa da pressão de tentar lembrar suas falas, o que deixou muitos dos filmes de Rolfe inacabados. 
O enredo de The Giant Movie Director (1994) envolvia brinquedos ganhando vida, onde ele usou bonecos e fantoches na produção. Rolfe frequentou uma escola de educação especial por sete anos e meio durante sua infância. Refletindo sobre sua infância, Rolfe disse "Na escola, eu tinha dificuldade em me comunicar. Estudei educação especial por sete anos e meio. Eu gostei, me diverti. Mas socializando em geral... Eu estava um pouco estranho. A arte sempre me fez sentir confortável."
Rolfe frequentou a University of the Arts e é bacharel em artes plásticas.
Desde o início da adolescência, Rolfe operou e dirigiu uma atração anual de "casa mal-assombrada" de Halloween na garagem de seus pais (a mesma garagem foi usada mais tarde na construção de um cemitério para seu filme de comédia de terror The Deader, the Better e novamente usado em seu piloto de filme / série Jersey Odysseys: Legend of the Blue Hole), usando uma coleção de vários adereços e antiguidades que mais tarde ele reutilizou várias vezes em seus outros filmes.

## Carreira

### Primeiros Filmes
Em maio de 1996, ele filmou A Night of Total Terror em seu quintal, um filme de terror que ele chamou de "o ponto de virada de [sua] vida". No final dos anos 1990, Rolfe criou vários filmes, como o filme de terror B The Head Incident, que ele terminou em 1999, mas não lançou até seu décimo aniversário em 2009. 
Ele também fez Cinemafobia em 2001, que segue um ator que sofre de sobrecarga de trabalho e tem alucinações de câmeras o seguindo. Duas versões do filme foram feitas, uma versão de dez minutos e uma versão estendida de quinze minutos. Rolfe declarou sua preferência pela versão mais curta de dez minutos. No mesmo ano, ele criou Kung Fu Werewolf from Outer Space, que é um filme principalmente mudo, exceto pela narração. Ele também criou um filme de comédia de uma hora intitulado Stoney, que é uma paródia do filme Rocky de 1976.
Seu oitavo filme de 2001 foi It Came from the Toilet!. Em 2003, ele criou outro filme, Curse of the Cat Lover's Grave, que foi dividido em três partes para definir três gêneros de terror diferentes. Rolfe fez um piloto de uma série da web planejada intitulada Jersey Odysseys: Legend of the Blue Hole, que é baseada nas lendas urbanas do estado de Nova Jersey. O piloto gira em torno da lenda do Jersey Devil.
Mais tarde, em 2004, ele conseguiu um emprego editando vídeos de treinamento industrial, do qual saiu no início de 2007.
Em maio de 2007, ele começou uma nova série na web chamada You Know What's Bullshit?, no qual ele discursa sobre as irritações de animais de estimação do dia a dia; como moedas de um centavo, cadarços, banheiros pagos e impressoras. Originalmente apenas reclamando de Rolfe, ele decidiu criar um novo personagem para hospedar a série chamada "The Bullshit Man" (que é apenas Rolfe usando uma máscara parecida com esterco de vaca). The Bullshit Man fez várias aparições no conteúdo AVGN, incluindo vídeos selecionados e o videogame AVGN Adventures como um personagem secreto. 
Em 2020, o nome do programa foi abreviado para You Know What's BS? devido às políticas de publicidade do YouTube.
Em 2007, Rolfe começou a filmar The Deader, the Better, filme de terror de estilo B clássico que homenageia o filme de terror de 1968 Night of the Living Dead. O filme foi exibido no Atlanta Horror Fest em outubro de 2007. Em 5 de maio de 2006, Rolfe lançou um videoclipe que incluía imagens de uma viagem que ele fez à Inglaterra e à Escócia. A música utilizada em seu trabalho foi do single "Heaven and Hell" do Black Sabbath.
Rolfe também participou do 48 Hour Film Project entre 2004 e 2007. No evento de 2007, ele foi o Vencedor do Prêmio do Público por seu filme Spaghetti Western. Suas outras participações foram uma trilogia de filmes chamada Death Suit (2004), Death Seen (2005) e Death Secret (2006).

### Angry Video Game Nerd

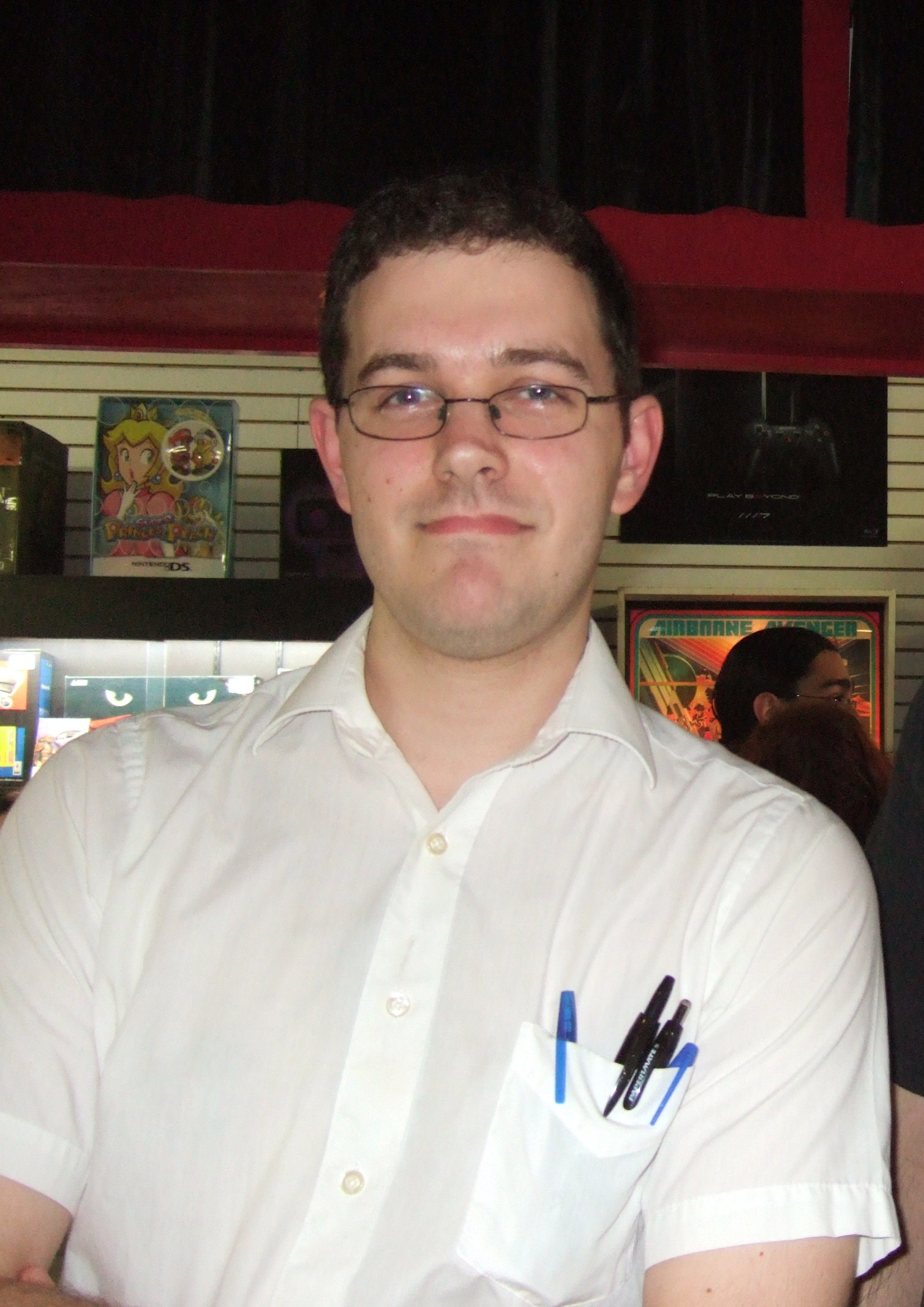
Rolfe em 2008 como o Angry Video Game Nerd na loja de videogames The Digital Press em Clifton, Nova Jersey

A carreira de Rolfe não ganhou muito impulso até maio de 2004, quando ele filmou uma curta crítica de 5 minutos do jogo do Nintendo Entertainment System (NES) Castlevania II: Simon's Quest sob o nome de "Bad NES Games". Seu personagem foi originalmente chamado de "The Angry Nintendo Nerd", mas foi alterado para "The Angry Video Game Nerd" (às vezes abreviado para "The Nerd") para evitar problemas de marca registrada e porque ele começou a revisar jogos em outros consoles (por exemplo, Sega Genesis, Atari 2600).Rolfe concebeu o personagem enquanto estudava na University of the Arts of Philadelphia, quando frequentou de 1999 a 2004. Rolfe então fez outro vídeo, uma análise do jogo Dr. Jekyll and Mr. Hyde de 1988, originalmente planejado como o último da série por ser o jogo que Rolfe mais odiava. O vídeo apresentava a piada corrente de The Nerd bebendo álcool para lidar com a falta de qualidade do jogo; a cerveja Rolling Rock -- característica do personagem hoje em dia -- foi usada inicialmente pois era a única cerveja em sua geladeira na época.Rolfe originalmente pretendia manter seus vídeos privados, mas seu amigo e colaborador, Mike Matei, o convenceu a postar os vídeos em um canal do YouTube chamado "JamesNintendoNerd" (agora chamado de Cinemassacre ) em 6 de abril de 2006, que Matei criou e administrou para ele .
Em 12 de setembro de 2006, o personagem de Rolfe ganhou atenção do público mais amplo quando sua crítica de Teenage Mutant Ninja Turtles se tornou popular no YouTube. Seus vídeos também foram postados no GameTrailers e ScrewAttack e ganharam 30 milhões de visualizações mensais. Hoje em dia (2023), seu canal possui 3,75 milhões de inscritos.
O personagem Nerd de Rolfe ganhou ainda mais fama por meio de uma rivalidade fictícia com o personagem Nostalgia Critic do colega YouTuber Doug Walker. Isso começou com o crítico lançando um ataque satírico em um dos primeiros vídeos, gerando uma resposta do Nerd. A rivalidade ocorreu em vários vídeos entre 2008 e 2009, culminando em um vídeo cruzado intitulado " TGWTG Team Brawl", no qual os personagens lutam e finalmente se reconciliam. Fora do personagem, Rolfe e Walker esclareceram que a rivalidade era totalmente fictícia e que eles eram de fato bons amigos; desde então, ambos colaboraram em vários vídeos e outros projetos.
No final de 2007, Rolfe interrompeu a produção da série e cancelou uma apresentação no MAGFest após sofrer uma quebra na voz. Em 17 de março de 2010, ele anunciou que estava sofrendo de esgotamento por escrever, dirigir e estrelar os vídeos de forma consistente, e que o programa entraria em um breve hiato. O retorno estava programado para maio de 2010; no entanto, um episódio foi lançado em 30 de abril. Na época em que era afiliado ao site GameTrailers, os vídeos só eram postados no YouTube após pelo menos um ano de sua produção, mas ao se desligar da parceria em 2013, seus vídeos são publicados diretamente na plataforma.
Em 2015, a produção de conteúdo do canal Cinemassacre passou a ser feita pela rede Screenwave, que cuida da edição e comercialização das marcas pertencentes a James Rolfe. Diferentemente do que pode ser encontrado na internet, a empresa não comprou o canal, e sim apenas o administra em parceria com Rolfe.

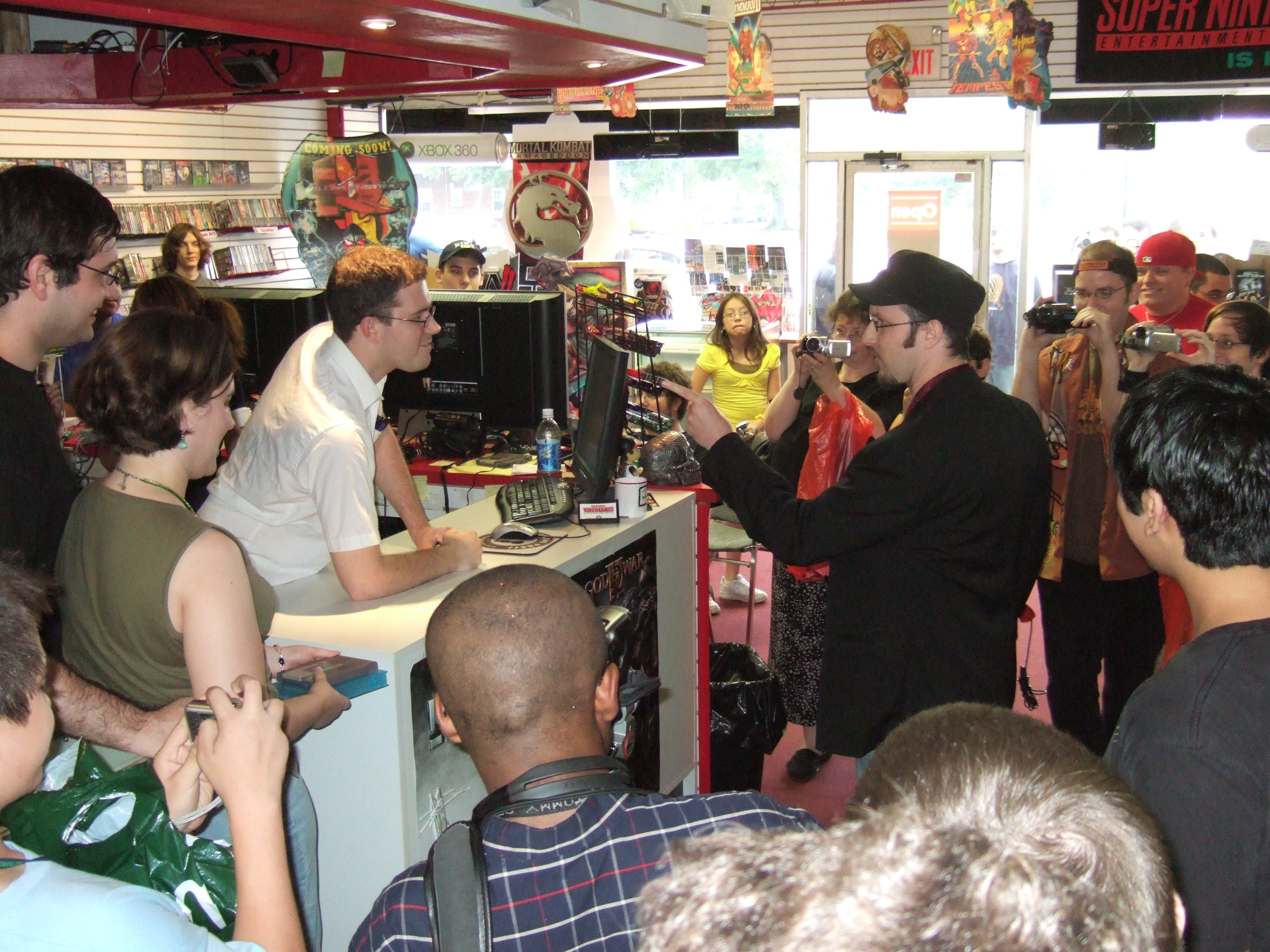
O Nerd aceita um desafio da Nostalgia Critic, 2008.

### Angry Video Game Nerd: The Movie
Por um período, Rolfe concentrou seus esforços na produção de Angry Video Game Nerd: The Movie, que gira em torno de ET the Extra-Terrestrial, o videogame para o Atari 2600. O filme foi uma colaboração entre Rolfe e Kevin Finn e foi totalmente financiado por doações de fãs. O lançamento do filme em 2014 coincidiu com o 31º aniversário do crash do videogame de 1983. A sequência final do filme, na qual The Nerd analisa ET, foi posteriormente lançada como um episódio padrão do AVGN.

### Outros Filmes

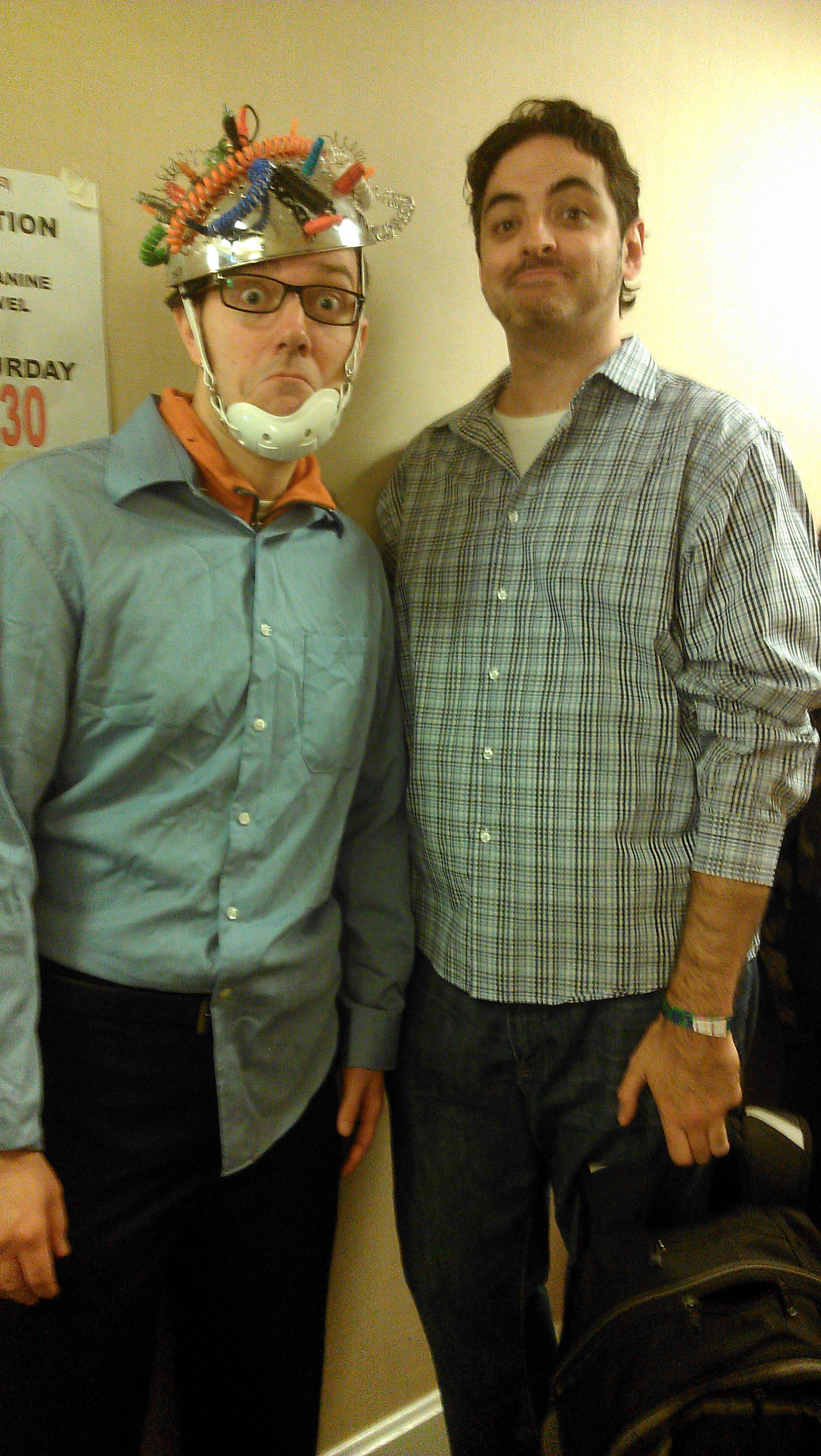
Rolfe (esquerda) no Chiller Theatre Expo 2014

Rolfe teve uma participação especial em um comercial de Doritos e Pepsi publicado online em novembro de 2010. O anúncio fazia parte de um concurso de votação cujo clipe vencedor seria exibido durante o Super Bowl XLV. No entanto, o anúncio acabou sendo retirado devido à reação pública, porque parodiava a prática católica da Eucaristia. Em 2007, Rolfe teve uma participação especial no fan film Return of the Ghostbusters. Ele apareceu no documentário de 2009 His Name Was Jason, no qual fala sobre a série de filmes Sexta-Feira 13 e seu antagonista Jason Voorhees. Da mesma forma, Rolfe apareceu em um bônus do documentário de 2010 Never Sleep Again: The Elm Street Legacy, no qual ele discute o jogo Nightmare on Elm Street NES, um título que ele havia coberto anteriormente como o Nerd no 13º episódio do AVGN. O recurso de bônus pode ser encontrado no segundo disco do conjunto de DVDs Never Sleep Again.
Em 2010, foi anunciado que Rolfe participaria de um remake de baixo orçamento do Plan 9 from Outer Space, intitulado Plan 9, que foi lançado por meio de Video on Demand a partir de 16 de fevereiro de 2016, e depois lançado em mídia física nas lojas em 5 de janeiro de 2017. No início e meados de janeiro de 2013, Rolfe desempenhou um breve papel como repórter em um curta-metragem independente sobre Sonic the Hedgehog. Foi oferecido a ele um papel em V/H/S/2 por Adam Wingard, mas teve que recusar devido ao trabalho em Angry Video Game Nerd: The Movie. Mais tarde, foi oferecido a ele uma participação especial em Godzilla vs. Kong por Wingard, mas as exigências da produção, aliadas ao momento do nascimento da segunda filha de Rolfe, inviabilizaram o arranjo. Rolfe também apareceu no documentário de terror dos anos 1980, In Search of Darkness.
O compromisso com os vídeos do YouTube retardou o progresso de Rolfe na criação de novos recursos, mas ele fez uma trilogia de novos curtas após Angry Video Game Nerd: The Movie, incluindo Dr. Jekyll e Mr. Hyde: The Movie (2015), baseado no videogame, Flying Fuckernauts vs. The Astro-Bastards (2016), uma homenagem ao filme de ficção científica B, e Mimal the Elf (2017), um Mocumentário. Em 25 de maio de 2017, em um vídeo de atualização geral sobre o futuro do canal do YouTube, Rolfe anunciou que estava no início do desenvolvimento do que chamou de "filme de terror atmosférico ... [o filme] aconteceria em uma sala. .. muito mínimo". Em 29 de dezembro, Rolfe anunciou que 2018 se inclinaria mais para seus próprios projetos originais e que havia começado a escrever o filme de terror sem título. Estaria na linha de projetos anteriores, como Legend of the Blue Hole e Cinemaphobia. Em 8 de agosto de 2018, Rolfe disse que estava 50-75% pronto com o roteiro e que conteria algum tipo de 'tema nostálgico', mas provavelmente passaria por novas reescritas e não tinha planos de filmá-lo em um futuro próximo. . Em 19 de junho de 2019, Rolfe disse que o roteiro estava concluído, mas o compromisso com a produção do vídeo atrasaria o projeto em um futuro próximo.
Em 18 de outubro de 2020, Rolfe anunciou que o filme de terror foi adiado indefinidamente devido a limitações de tempo. Em vez disso, ele dirigiu uma sequência de seu curta de terror de 1999, The Head Incident, reunindo vários membros do elenco/equipe original. Em 10 de junho de 2021, Rolfe lançou um vídeo, explicando a premissa do filme de terror 'nostálgico' arquivado: Seria sobre um homem revisitando um parque de diversões infantil, apenas para ficar preso lá. Rolfe afirmou que o projeto poderia ser revivido em outro meio e que estava trabalhando em outro roteiro de pequena escala.

### Outras Séries
Cinemassacre publicou uma série de outras críticas apresentando Rolfe e associados como eles próprios. Os tópicos incluem videogames (sob a série James & Mike Mondays ), periféricos de videogames, como o fone de ouvido VictorMaxx Stuntmaster e filmes. Uma das outras séries de Rolfe é Board James, onde ele, Brendan "Bootsy" Castner e Mike Matei revisam jogos de tabuleiro antigos de maneira bem-humorada, geralmente com personagens recorrentes. Este show eventualmente se desenvolveu em uma série de terror psicológico, enquanto ainda continha análises de jogos de tabuleiro em cada episódio. O show durou 3 temporadas e 27 episódios antes de terminar em 2015.
Rolfe esteve envolvido em uma série de quinze partes intitulada OverAnalyzers, onde desempenhou o papel de gerente de uma empresa fictícia que analisou várias referências da cultura pop. A série foi editada e produzida por outro site chamado Cinevore. Ele também trabalhou como crítico de cinema no Spike.com.
Rolfe dirige Monster Madness, no qual analisa um filme de terror para cada dia de outubro, desde 2007. A cada ano, ele adota um tema diferente para Monster Madness . 2007 foi a história do horror. 2008 foi Godzillathon, no qual ele revisou todos os filmes de Godzilla cronologicamente. 2009 foi Monster Madness Three, que tratou de uma variedade de filmes de terror populares e pouco conhecidos. 2010 foi Camp Cult, que tratou tanto de filmes de terror exagerados quanto de filmes clássicos cult, como Troll 2 . 2011 foi Sequel-A-Thon, que tratou de sequências de terror. E 2012 foi 80's-a-Thon, que incluiu apenas filmes feitos na década de 1980. Enquanto os primeiros cinco anos de Monster Madness foram uma crítica de filme por dia durante todo o mês de outubro de 2012, a série 80's-a-Thon de Monster Madness foi reduzida para todos os dias de outubro devido à produção de The Angry Video Game Filme Nerd . Apesar da diminuição do número de resenhas de filmes, as resenhas de filmes em 80's-a-Thon foram mais longas do que as resenhas anteriores em Monster Madness. Com Sequel-A-Thon 2 de outubro de 2013, Monster Madness voltou a fazer uma revisão por dia. 2013 foi Sequel-A-Thon 2, que tratou de mais sequências de terror. A série anterior de 31 maratonas Monster Madness ocorreu em outubro de 2016. Rolfe expressou seu desejo de passar para outros projetos e críticas com o tema Halloween no futuro, mas disse que Monster Madness sempre viverá de alguma forma.
Em 2017, Son of Monster Madness estreou, que consistia apenas em cinco novas críticas, com o resto de outubro aumentado por reenvios de análises antigas anteriormente não disponíveis no YouTube. Monster Madness, sob a marca original apesar de não ter vídeos postados todos os dias, voltou em outubro de 2019, tendo agora Rolfe com um convidado falando sobre os filmes. Rolfe trouxe de volta Monster Madness em seu formato original de 31 episódios em 2021 com a ajuda da Screenwave Media. No entanto, Rolfe redigiu e refez os dois primeiros vídeos publicados da série de 2021 após perceber que seu escritor havia plagiado o conteúdo dos roteiros dos episódios.
Em 2012, Rolfe e Mike Matei criaram uma série Let's Play chamada James and Mike Mondays, anteriormente chamada James and Mike Plays, para o canal do Cinemassacre no YouTube. A série contou com convidados como Kyle Justin, que compôs a música tema Angry Video Game Nerd, Brandon Castner, mais conhecido como Bad Luck Bootsy de Board James, JonTron e Macaulay Culkin. Rolfe e Matei produziram episódios por oito anos consecutivos até anunciarem que a série entraria em hiato até fevereiro de 2021. No entanto, Matei deixou o Cinemassacre em dezembro de 2020 para se tornar um streamer em tempo integral no Twitch.
Em 16 de maio de 2016, Rolfe carregou um vídeo no canal do Cinemassacre no YouTube, no qual expressou descontentamento com o Ghostbusters (2016) e como planejava não vê-lo ou lançar uma crítica. Rolfe criticou a falta de originalidade do filme, mas não teve problemas com o elenco feminino. Essa postura foi criticada por alguns na indústria do entretenimento, com muitos teorizando que uma parte significativa da reação dos fãs contra o filme estava sendo fundamentada no sexismo. O ator Patton Oswalt, que criticou Rolfe, retirou sua acusação mais tarde, alegando ter "escolhedo o alvo errado". Rolfe não tinha ressentimentos em relação a Oswalt e admitiu em entrevista ao Double Toasted em 2021 que nem mesmo pensou que o que disse era para ser ruim.

## Vida Pessoal
Rolfe frequentou a University of the Arts na Filadélfia de 1999 a 2004 e continuou morando lá após a formatura. Ele se mudou brevemente para Los Angeles durante as filmagens de Angry Video Game Nerd: The Movie (2014), mas voltou para a Filadélfia após a conclusão do filme.
Em 2004, Rolfe se envolveu em um acidente de carro quando um reboque utilitário se soltou de seu caminhão, foi arremessado para o outro lado da rodovia e o atingiu de frente. Rolfe não sofreu ferimentos físicos com o acidente, enquanto seu Saturn Ion, que ele havia comprado apenas nove dias antes, foi destruído. Mais tarde naquele ano, Rolfe discutiu sua experiência em um curta-metragem, Mechanical Losses.
Rolfe conheceu April Chmura em julho de 2004; ela foi diretora de fotografia nos primeiros episódios do Nerd . Eles começaram a namorar logo depois e se casaram em novembro de 2007. Ele anunciou no trailer de estreia de Angry Video Game Nerd: The Movie em novembro de 2012, que eles estavam esperando seu primeiro filho. Em abril de 2013, ela deu à luz uma menina. Rolfe não divulgou detalhes sobre sua filha, exceto por algumas fotos e expressando agradecimento por sua esposa ter passado por complicações resultantes durante o parto.
Em novembro de 2013, April postou uma atualização no site Rolfe's Cinemassacre de que sua filha está continuamente procurando tratamento médico devido a complicações não especificadas. Em 13 de abril de 2016, Rolfe revelou o que aconteceu ao anunciar um leilão de várias memorabilia do Cinemassacre para beneficiar o Shriners Hospitals for Children. Durante o parto, sua filha sofreu danos nos nervos de um dos braços e precisou de muitos meses de fisioterapia para aproveitá-lo totalmente. Rolfe expressou gratidão aos Shriners por tudo o que fizeram por sua família durante esse tempo.
A segunda filha de Rolfe nasceu em 1º de setembro de 2017.
Ele é de ascendência italiana.
Rolfe tinha dois gatos de estimação chamados Yeti e Boo, que ocasionalmente apareciam no Angry Video Game Nerd. Boo morreu de câncer em 27 de abril de 2020.
Rolfe publicou sua autobiografia, A Movie Making Nerd, em 2022.

## Filmografia

### Filmes
| Ano  | Filme                                         | Papel                         | Notas                                                                                         |
| ---- | --------------------------------------------- | ----------------------------- | --------------------------------------------------------------------------------------------- |
| 1999 | The Head Incident                             | Dr Memrix/Bob                 | Escritor, diretor, ator coadjuvante, editor                                                   |
| 2001 | Cinemaphobia                                  | The Film Actor                | Escritor, diretor, ator                                                                       |
| 2001 | Kung Fu Werewolf From Outer Space             | The Hitchhiker                | Escritor, diretor, editor Papel não creditado; Cameo                                          |
| 2001 | Stoney                                        | Interviewer                   | Diretor Papel não creditado                                                                   |
| 2002 | The Night Prowler                             | Narrador                      | Voz, diretor                                                                                  |
| 2002 | ROLFE: A No-Budget Dream                      | Ele mesmo                     | Documentário                                                                                  |
| 2004 | Jersey Odysseys: Legend of the Blue Hole      | Narrador Jason's Friend       | Escritor, diretor, produtor, editor Papel não creditado                                       |
| 2005 | The Deader the Better                         | Zombie                        | Escritor, diretor, produtor, editor, diretor de fotografia Papel não creditado                |
| 2005 | The Mexican Mummy                             | Narrator                      | Voz, diretor                                                                                  |
| 2006 | The Wizard of Oz 3: Dorothy Goes to Hell      | Narrator                      | Voz, diretor                                                                                  |
| 2007 | Return of the Ghostbusters                    | The Nerd                      |                                                                                               |
| 2008 | Piece of Meat                                 | The Nerd                      | Efeitos especiais                                                                             |
| 2008 | Late Night with Ganondorf Dragmire            | Ganondorf Shit Pickle Himself | Voz                                                                                           |
| 2009 | His Name Was Jason                            | Himself                       | Documentário                                                                                  |
| 2009 | History of Super Mecha Death Christ           | The Nerd                      | Escritor, editor                                                                              |
| 2010 | Never Sleep Again: The Elm Street Legacy      | Himself                       | Documentário                                                                                  |
| 2010 | Kickassia                                     | Board James                   |                                                                                               |
| 2011 | Suburban Knights                              | Voz de Ancient World          | Voz                                                                                           |
| 2012 | To Boldly Flee                                | Gort                          |                                                                                               |
| 2013 | Sonic                                         | Light News Commentator        |                                                                                               |
| 2014 | Angry Video Game Nerd: The Movie              | The Nerd                      | Papel principal, criador, diretor, escritor, produtor, editor                                 |
| 2015 | Plan 9                                        | Officer Cop Policeman         |                                                                                               |
| 2015 | Dr. Jekyll and Mr. Hyde: The Game - The Movie | Grave Digger                  | Escritor, diretor, produtor, editor, diretor de fotografia Participação especial sem créditos |
| 2016 | Flying Fuckernauts vs. The Astro-Bastards     | Narrador                      | Escritor, diretor, produtor, editor, diretor de fotografia                                    |
| 2017 | Mimal the Elf                                 | Beerman                       | Escritor, diretor, produtor, editor, diretor de fotografia Participação especial sem créditos |
| 2019 | Shooting Clerks                               | Leonard James Nash            |                                                                                               |
| 2019 | In Search of Darkness                         | Ele mesmo                     | Documentário                                                                                  |
| 2020 | In Search of Darkness: Part II                | Ele mesmo                     | Documentário                                                                                  |
| 2020 | The Head Returns                              | Dr Memrix/Bob                 | Papel principal, escritor, diretor, produtor, editor (sequência de The Head Incident)         |

### Televisão / Webshows
| Ano           | Série                                               | Papel                                                       | Notas                                                                       |
| ------------- | --------------------------------------------------- | ----------------------------------------------------------- | --------------------------------------------------------------------------- |
| 2004–presente | Angry Video Game Nerd                               | The Nerd, Board James, The Bullshit Man, vários personagens | Papel principal, criador, diretor, escritor, produtor, editor 200 episódios |
| 2004; 2011    | Munky Cheez                                         | Vários                                                      | Voz 4 episódios                                                             |
| 2007–presente | Cinemassacre's Monster Madness                      | Host/Narrador/Ele mesmo                                     | Série anual 234 episódios                                                   |
| 2007–presente | You Know What's BS!?                                | The Bullshit Man                                            | 37 episódios                                                                |
| 2008–presente | Nostalgia Critic                                    | The Nerd                                                    | Papel coadjuvante/Cameo                                                     |
| 2009          | Metal Gear Ben                                      | Mega Mantis                                                 | Personagem recorrente/antagonista secundário                                |
| 2009          | Atop the Fourth Wall                                | The Nerd                                                    | 1 episódio                                                                  |
| 2009–2015     | Board James                                         | Board James, The Nerd                                       | 27 episódios                                                                |
| 2010–2011     | Spade                                               | Luther Jessup                                               | 4 episódios                                                                 |
| 2011–2012     | OverAnalyzers                                       | Jim                                                         | 15 episódios                                                                |
| 2011–2014     | Pat the NES Punk                                    | The Nerd/Ele mesmo                                          | 5 episódios                                                                 |
| 2012–2020     | James & Mike Mondays                                | Himself                                                     | 387 episódios                                                               |
| 2015          | James & Doug                                        | Himself                                                     | 6 episódios                                                                 |
| 2016          | Commander Chet                                      | Eye's Dad                                                   | 2 episódios                                                                 |
| 2017          | Son of Monster Madness                              | Host/Narrador/Ele mesmo                                     | 30 episódios                                                                |
| 2018–2020     | Rental Reviews                                      | Ele mesmo                                                   | 34 episódios                                                                |
| 2019; 2021    | Scott The Woz                                       | Narrador/The Nerd                                           | 2 episódios                                                                 |
| 2020          | Puppet Steve - Minecraft, FNAF & Toy Unboxings      | Ken Masters                                                 | Voice 1 episódio                                                            |
| 2020          | Irate Gamer                                         | The Nerd                                                    | 1 episódio                                                                  |
| 2020          | 11 ANS DE JDG - Partie 2 (JDG's 11th Year - Part 2) | The Nerd                                                    | Cameo                                                                       |
| 2022          | Ollie & Scoops                                      | The Bad-Tempered Cinema Geek (voz)                          | 1 episódio                                                                  |